# Monochirus
Monochirus Rafinesque, 1814 è un genere di pesci ossei marini appartenenti alla famiglia Soleidae.

## Distribuzione e habitat
Questo genere è diffuso con due specie nell'oceano Atlantico orientale tropicale e subtropicale e una nell'Indo-Pacifico. Nel mar Mediterraneo vive M. hispidus o sogliola pelosa.
Vivono su fondali sabbiosi a profondità non elevate nel piano infralitorale e nel piano circalitorale.

## Descrizione
Sono pesci di taglia modesta che superano solo eccezionalmente i 20 cm di lunghezza.

## Biologia

### Alimentazione
Si cibano di invertebrati bentonici.

## Tassonomia
Il genere comprende 3 specie:
- Monochirus atlanticus
- Monochirus hispidus
- Monochirus trichodactylus